# Allenrolfea
Allenrolfea es un género con cuatro especies de plantas de flores perteneciente a la familia Amaranthaceae.
Son plantas que se han adaptado a vivir en suelos con una alta concentración de sal. Las especies del género son comúnmente similares a las especies del género Salicornia, que difieren, sin embargo, en que son plantas herbáceas anuales. 

## Descripción
Las plantas son arbustos, con ramas más o menos erectas, leñosos en la base y articulada, con los artículos carnosaos. Las hojas son opuestas, con pequeñas escalas soldadas una con otra en forma de vaina que las envuelve. 
Una de las características de estas plantas, que comparten con otras Chenopodioideae es su característica halófila, es el sabor salado claramente detectable en porciones terminales al mascar, la hierba y las ramitas. Estas plantas acumulan grandes cantidades de sales. 

## Hábitat
Son plantas de propagación en suelos áridos o de alta concentración de sal. Es frecuente encontrarlas en los pantanos y lagunas costeras, donde pueden formar, junto con  otros HALÓFILOS, los pastizales de gran importancia natural como sitios de anidación de aves de los humedales costeros.  Las semillas de estas especies son utilizadas por las aves para la alimentación. 

## Taxonomía
El género fue descrito por Carl Ernst Otto Kuntze y publicado en Revisio Generum Plantarum 2: 545–546. 1891. La especie tipo es: Allenrolfea occidentalis Kuntze
Etimología
El nombre del género fue otorgado en honor del botánico inglés Robert Allen Rolfe.

## Especies
- Allenrolfea mexicana Lundell
- Allenrolfea occidentalis Kuntze
- Allenrolfea patagonica Kuntze
- Allenrolfea vaginata Kuntze